# 485 TCN
485 TCN là một năm trong lịch La Mã.